# Список правителей Васконии и Гаскони
Список правителей Васконии и Гаскони.
Герцогство Васкония существовало с начала VII века до середины IX века. Первоначально герцоги назначались франкскими королями. Около 660 года Васкония оказалось в личной унии с герцогством Аквитания. В 715 году герцог Васконии и Аквитании стал независимым, но в середине VIII века подчинение было возобновлено, в 768 году Аквитанское герцогство было упразднено. Васкония сохранилась как отдельное герцогство, правитель которого формально признавал себя вассалом франкского короля. В 778 году герцогство оказалось включено в состав Аквитанского королевства, однако правители постоянно восставали. В первой половине IX века герцогство распалось на несколько графств, правители которых боролись за герцогский титул. В 864 году на месте бывшего герцогства возникло герцогство Гасконь, подчинённое королю Западно-Франкского королевства. Однако после окончательного распада Каролингской империи в 887 году подчинение стало формальным. Кроме того, из герцогства постепенно выделилось несколько графств. А в 1058 году герцогство было присоединено к герцогству Аквитания.

## Герцогство Васкония

### Герцоги Васконии (франкские вассалы)
- 602—626: Жениал (ум. ок. 626)
- 626—638: Эгина (ум. ок. 638)
- 638—???: Амандо

### Герцоги (принцепсы) Васконии и Аквитании
- 660—671/672: Феликс (ум.671/672), герцог Аквитании
- 671/672—676: Луп I (ум.676), герцог Аквитании и Гаскони, принцепс Аквитании
- 676/700—735: Эд Великий (ум.735)
- 735—748: Гунальд I (ум. после 748), сын предыдущего, отрёкся от престола и ушёл в монастырь, возможно, позже вернулся к власти
- 748—768: Вайфар (ум. 768), сын предыдущего
- 768—769: Гунальд II (ум. 769)[1]

### Независимые герцоги Васконии
- 768/770—778: Луп II (ум. 778)
- ок.778—788/801: Адальрик (ум. до 801), схвачен по приказу Карла Великого и изгнан в Италию
- 778/801—812: Санш I Луп (ум. ок. 812)
- 812—816: Сегин (Семен) I (ум. после 816), назначен графом Бордо Карлом Великим с ок. 781, погиб в битве против франков
- 816—818: Гарсия I (ум. после 818), погиб в битве против франков
- 818/819—819/823: Луп III Сантюль Баск (ум. после 819), попал в плен к франкам и отправлен в изгнание

### Герцоги Васконии (франкские вассалы)
- ок.845—846: Сегин (Семен) II (ум.846), граф Бордо с 840, герцог Васконии с ок. 845
- 846—848/852: Гильом I (846—848 или 852), граф Бордо и герцог Васконии с 846

### Графы Васконии
- 820—836: Аснар I Санше (ум. 836)[2]
- 836—855/864: Санш II Санше (ум. 864), боролся против франков с 848/852 и стал независимым герцогом Васконии.

### Независимые Герцоги Васконии
- 848/852—855/864: Санш II Санше (ум. 864)
- 855/864—864: Арно (ум. 864)

## Герцогство Гасконь

### Гасконский дом
- 864—887/893: Санш III Митарра (ум. 893)
- 887/893—ок.930: Гарсия II Санше (ум. 930)
- ок.930—950/955: Санш IV Гарсия (ум. ок. 950)
- 950/955—ок.961: Санш V Санше (ум. ок. 961)
- ок.950—996: Гильом II Санше (ум. 996)
- 996—1009: Бернар I Гильом (ум. 1009)
- 1009—1032: Санш VI Гильом (ум. 1032)

### Ангулемский дом (Тайлеферы)
- 1032—1036: Беренгар (ум. 1036)

### Дом де Пуатье
- 1032—1039: Эд II (ум. 1039), также граф Пуатье и герцог Аквитании с 1038

### Дом д’Арманьяк
- 1039—1052: Бернат (Бернар) II д’Арманьяк (ум. 1090), также граф д'Арманьяк

### Дом де Пуатье
- 1052—1086: Ги Жоффруа (ум. 1086), также граф Пуатье и герцог Аквитании

Объединено с герцогством Аквитания в 1058 году.